# Saved
Saved – 20 album studyjny nagrany przez Boba Dylana w lutym 1980 r. i wydany w tym samym roku w czerwcu. Drugi chrześcijański album artysty.

## Historia i charakter albumu
Krótko po zakończeniu Pierwszego Gospelowego Tournée (koniec 1979 r.), Dylan wyruszył 11 stycznia 1980 r. na Drugie Gospelowe Tournée, które zakończyło się 9 lutego 1980 r.
Natychmiast po jego zakończeniu Dylan przystąpił do nagrywania swojego następnego albumu Saved, który został wydany 20 czerwca. Był to zarazem jego drugi album po przejściu artysty na chrześcijaństwo. Do jego nagrania wykorzystał muzyków, z którymi przez ostatnie trzy miesiące był na trasie koncertowej i grał te utwory codziennie.
Mimo tego album okazał się komercyjną porażką. Żaden z jego albumów z tego okresu nie wszedł do pierwszej dziesiątki najlepiej sprzedawanych płyt.
Sesje nagraniowe rozpoczęły się zaledwie w dwa dni po ostatnim koncercie tournée w Charleston. Do samej tury koncertowej zespół przygotowywał się także przez 6 tygodni. Na trasie Dylan wprowadzał świeżo skomponowane utwory, których muzycy musieli się natychmiast uczyć. Cała grupa musiała także polecieć do Nowego Jorku, aby nagrać utwory do programu Saturday Night Live.
W trakcie sesji nieoczekiwanie pojawiły się także problemy z uzyskaniem odpowiedniego brzmienia, co wyraźnie słychać w sposobie nagrania perkusji (np. utworze „Solid Rock”).
Utwór „A Satisfied Mind” został nagrany przy pierwszej próbie. Podobnie mogło być z „Saved”, ale Dylan z Wexlerem zadecydowali, że trzeba go nagrać ponownie. Do tej sesji dodano także „Covenant Woman”, miłosny utwór artysty.
Pierwotna okładka Tony'ego Wrighta przedstawiająca boską dłoń, do której wyciągają się ręce wiernych, została na wznowieniach zastąpiona przez obraz przedstawiający Dylana podczas koncertu. Potem zaczęto znów powracać do oryginału.
27 lutego Dylan odebrał nagrodę Grammy za "Gotta Serve Somebody" ("najlepsze wykonanie rockowego utworu") z poprzedniego albumu.
17 kwietnia 1980 r. rozpoczął Trzecie Gospelowe Tournée, które zarazem było ostatnim jego tournée związanym z chrześcijaństwem.
- Na okładce znajduje się cytat z Jeremiasza (ang.), rozdział 31:

"31. Behold, the days come, saith the Lord, that I will make a new covenant with the house of Israel, and with the house of Judah".

## Muzycy
- Bob Dylan – śpiew, elektryczna gitara rytmiczna, harmonijka
- Fred Tackett – gitara
- Tim Drummond – gitara basowa
- Spooner Oldham – instrumenty klawiszowe
- Terry Young – instrumenty klawiszowe
- Jim Keltner – perkusja
- Clydie King – chórek
- Mona Lisa Young – chórek
- Regina Havis – chórek (sesje 2-7)

## Spis utworów
| 1. | A Satisfied Mind (Red Hayes/Jack Rhodes) | 1:57  |
|    |                                          |       |
| 2. | Saved (Bob Dylan/Tim Drummond)           | 4:00  |
|    |                                          |       |
| 3. | Covenant Woman                           | 6:02  |
|    |                                          |       |
| 4. | What Can I Do for You?                   | 5:54  |
|    |                                          |       |
| 5. | Solid Rock                               | 3:55  |
|    |                                          |       |
| 6. | Pressing On                              | 5:11  |
|    |                                          |       |
| 7. | In the Garden                            | 5:58  |
|    |                                          |       |
| 8. | Saving Grace                             | 5:01  |
|    |                                          |       |
| 9. | Are You Ready?                           | 4:41  |
|    |                                          |       |
|    |                                          | 42:39 |
|    |                                          |       |

## Sesje nagraniowe albumu
Sesja 1. Muscle Shoals Sound Studio, Sheffield, Alabama, 11 lutego 1980. Producenci Jerry Wexler i Barry Beckett
1.Covenant Woman; 2.Covenant Woman; 3.Covenant Woman; 4.Covenant Woman; 5.Covenant Woman; 6.Covenant Woman; 7.Covenant Woman; 8.Covenant Woman; 9.Covenant Woman; 10.Covenant Woman; 11.Covenant Woman
Muzycy
- Bob Dylan - śpiew, gitara
- Fred Tackett - gitara
- Spooner Oldham - instrumenty klawiszowe
- Terry Young - fortepian
- Barry Beckett - pianino elektroniczne
- Tim Drummond - gitara basowa
- Jim Keltner - perkusja

Sesja 2. Muscle Shoals Sound Studio, Sheffield, Alabama, 12 lutego 1980. Producenci Jerry Wexler i Barry Beckett
1.Solid Rock; 2.Solid Rock; 3.Solid Rock; 4.Solid Rock; 5.Solid Rock; 6.Solid Rock; 7.Solid Rock; 8.What Can I Do For You?; 9.What Can I Do For You?; 10.Saved; 11.Saved; 12.A Satisfied Mind; 13.Saved
Muzycy
- Bob Dylan - śpiew, gitara; harmonijka (8, 9)
- Fred Tackett - gitara
- Spooner Oldham - organy
- Tim Drummond - gitara basowa
- Jim Keltner - perkusja
- Barry Beckett - fortepian (1-9)
- Terry Young - fortepian (8-13), wokal towarzyszący (10, 11, 13)
- Clydie King, Regina Havis, Mona Lisa Young - chórki (8-13)

Sesja 3. Muscle Shoals Sound Studio, Sheffield, Alabama, 13 lutego 1980 r. Producenci Jerry Wexler i Barry Beckett.
1.Saving Grace; 2.Saving Grace; 3.Saving Grace; 4.Saving Grace; 5.Pressing On; 6.Pressing On; 7.Pressing On; 8.Pressing On; 9.Pressing On; 10.Pressing On; 11.Pressing On; 12.Pressing On; 13.Pressing On; 14.Unidentified Song; 15.Unidentified Song
Muzycy
- Bob Dylan - śpiew, gitara; fortepian (5-13)
- Fred Tackett - gitara
- Spooner Oldham - organy
- Tim Drummond - gitara basowa
- Jim Keltner - perkusja
- Terry Young - fortepian; chórki (5-13)
- Clydie King, Regina Havis, Mona Lisa Young - chórki (5-13)

Sesja 4. Muscle Shoals Sound Studio, Sheffield, Alabama, 14 lutego 1980 r. Producenci Jerry Wexler i Barry Beckett
1. In the Garden; 2.In the Garden; 3.In the Garden; 4.In the Garden; 5.Are You Ready?; 6.Are You Ready?; 7.Are You Ready?; 8.Are You Ready?; 9.Are You Ready?; 10.Are You Ready?; 11.Are You Ready?; 12.Are You Ready?; 13.Are You Ready?
Muzycy
- Bob Dylan - śpiew, gitara
- Fred Tackett - gitara
- Spooner Oldham - instrumenty klawiszowe
- Barry Beckett - fortepian
- Tim Drummond - gitara basowa
- Jim Keltner - perkusja
- Clydie King, Regina Havis, Mona Lisa Young - chórki
- Terry Young - fortepian (5-13)

Sesja 5. Muscle Shoals Sound Studio, Sheffield, Alabama, 15 lutego 1980 r. Producenci Jerry Wexler i Barry Beckett
1.Covenant Woman
Muzycy
- Bob Dylan - śpiew, gitara
- Fred Tackett - gitara
- Spooner Oldham - instrumenty klawiszowe
- Tim Drummond - gitara basowa
- Jim Keltner - perkusja

## Odrzucone utwory z sesji
1. Covenant Woman (co najmniej dziewięć wersji; siódma została wybrana jako "master")
2. Solid Rock (co najmniej trzy wersje; trzecia znalazła się na albumie)
3. Saved (pierwsza próba)
4. Saving Grace (co najmniej dwie wersje; druga wydana na albumie)
5. Pressing On (co najmniej pięć wersji, piąta wydana na albumie)
6. In the Garden (pierwsza próba)
7. In the Garden (dalsze, co najmniej trzy próby, czwarta z fortepianowym wstępem; trzecia wydana na albumie)
8. Are You Ready? (co najmniej dwie próby; druga wydana na albumie)

## Opis albumu
- Producent – Jerry Wexler, Barry Beckett
- Miejsce i data nagrań –

1. sesja: Muscle Shoals Sound Studio, Sheffield, Alabama, 11 lutego 1980 r. (odrzut 1)
2. sesja: Muscle Shoals Sound Studio, Sheffield, Alabama, 12 lutego 1980; (odrzuty 2, 3; album 1, 4, 5)
3. sesja: Muscle Shoals Sound Studio, Sheffield, Alabama, 13 lutego 1980; (odrzuty 4, 5, 6; album 6, 8)
4. sesja: Muscle Shoals Sound Studio, Sheffield, Alabama, 14 lutego 1980; (odrzuty 7, 8; album 7, 9)
5. sesja: Muscle Shoals Sound Studio, Sheffield, Alabama, 15 lutego 1980; (album 2, 3)

- Inżynier nagrywający – Gregg Hamm
- Inżynier asystent – Mary Beth McLemore
- Nadzorca masteringu – Paul Wexler
- Inżynier masteringu – Bobby Hatta
- Studio – Amigo Studios, Burbank, Kalifornia
- Czas – 42 min 39 s
- Okładka – Tony Wright
- Zdjęcie – Arthur Rosato
- Firma nagraniowa – Columbia
- Numer katalogowy – AS–798
- Data wydania – 20 czerwca 1980 r.

Wznowienie na CD
- Firma nagraniowa – Columbia
- Numer katalogowy – CK 36553
- Rok wznowienia – 1990

## Listy przebojów

### Album
| Rok  | Lista                          | Pozycja |
| ---- | ------------------------------ | ------- |
| 1980 | Billboard USA. Albumy popowe   | 24      |
| 1980 | Melody Maker WB. Albumy popowe | 3       |